# Jan Jansz (drukker)
Jan Jansz (Joannes Jans(s)onius; ook als Jan Jan(s)sen, Johan Jans(s)en, Joannes Jansonium, Iohannis Iansonii, Ioannem Iansonium e.d. vermeld) (? - verm. Arnhem, 1629), was een Nederlandse boekdrukker en uitgever.

## Biografie
Een van de oudst teruggevonden levenstekenen van Jansz is zijn inschrijving van ondertrouw, op 13 september 1584 te Arnhem, waaruit blijkt dat hij afkomstig is uit 's-Hertogenbosch. Op 20 maart 1595 legde hij als ‘Johan Jansen Boukverkoper’ de burger-eed af. Een jaar eerder kwam hij ook voor als boekverkoper, in 1596 werd hij ‘boeckenbinder’ genoemd.
Jansz werd op 22 augustus 1599 aangesteld als drukker van de Staten van Gelre. Deze functie zou hij tot zijn overlijden in 1629 uitoefenen. De aanstelling als statendrukker vormde voor Jansz een belangrijke basis voor zijn boekhandel annex drukkerij in de Turfstraat in Arnhem. Het pand waarin hij werkte stond in ieder geval in 1604 bekend als ‘In den Beslaghen Bibel’ en later als ‘In den Vergulden Bijbel’.
Jansz wist een groot netwerk op te bouwen en bezocht vanaf september 1599 geregeld de halfjaarlijkse internationale Buchmesse in Frankfurt. Hij deed hier onder andere zaken met het succesvolle Antwerpse boekbedrijf van de familie Moretus. Ook in de Nederlanden had Jansz veel contacten met collega’s. Naast het vele werk dat hij uit eigen naam drukte, verzorgde hij ook drukwerk voor drukkers uit met name Amsterdam. Hij besteedde echter zelf ook werk uit, onder andere bij boekdrukkers in Utrecht, Franeker, Dordrecht, Haarlem, Leiden en zelfs in Amsterdam.
Het uitgebreide fonds van Jansz bestond onder andere uit historisch-topografische werken en atlassen, geschiedkundige werken en boeken in het letterkundige en wetenschappelijke genre. Hij drukte werken van schrijvers van formaat zoals de historicus Emanuel van Meteren en de predikant Wilhelmus Baudartius. Ook was hij drukker of mede-uitgever van geïllustreerd werk van internationaal bekende graveurs waaronder Albrecht Dürer en Crispijn van de Passe. 
Vanaf mei 1621, mogelijk al eerder, begon Jansz met het uitgeven van een Nederlandstalige ‘courante’. Na Amsterdam (1618) was Arnhem hiermee de eerste stad in de Noordelijke Nederlanden met een krant waarin het nieuws van dezelfde dag werd gedrukt. De krant verscheen zeer waarschijnlijk één keer per week.

## Familie
Jan Jansz huwde met Merry Jansen en hij had bij haar vier kinderen: twee zonen (Jan en Herman) en twee dochters (Neeltje en Catharina). Genoemde zoon Jan, vooral bekend onder zijn gelatiniseerde naam Johannes Janssonius, huwde in 1612 met Elisabeth Hondius, dochter van cartograaf Jodocus Hondius. Hij vestigde zich als drukker in Amsterdam en vocht een harde concurrentiestrijd uit met zijn buren, de kaartenmakers- en drukkersfamilie Blaeu. Overigens had vader Jan Jansz al in het begin van de 17e eeuw zakelijke banden met de familie Hondius vanwege de uitgave van de Atlas Minor.
Na de dood van Jansz ging zijn bedrijf in Arnhem over op zijn schoonzoon Jacob van Biesen, in 1628 gehuwd met dochter Catharina. Neeltje Jansz, de oudste dochter van het echtpaar Jansz-Jansen, huwde ook een boekdrukker, te weten Andries Jansz van Aelst (actief in Zutphen). Herman Jansz, ook Herman Jansen Brouwer, vestigde zich net als zijn broer Jan in Amsterdam en was hier actief als uitgever.